# Конак (Болгарія)
Кона́к (болг. Конак) — село в Тирговиштській області Болгарії. Входить до складу общини Попово.

## Населення
За даними перепису населення 2011 року у селі проживали 75 осіб, з них 69 осіб (94,5%) — болгари.
Розподіл населення за віком у 2011 році:
Динаміка населення: